# Max Corre
Max Corre, né le 25 février 1912 à Cusset (Allier) et mort le 27 mars 1991 à Paris, est un journaliste français.
Il est journaliste à Paris-Presse, qu'il transforme à partir de 1951.